# Р-5Б
Ракета Р-5Б (Р-5БА, В-5Б) — советская одноступенчатая жидкостная геофизическая ракета.

## История создания
Создана на базе разработанной под руководством С. П. Королёва в ОКБ-1 баллистической ракеты средней дальности Р-5М.
Ракета Р-5Б была предназначена для продолжения научных исследований и изучения верхних слоёв атмосферы, связанных с полётами на больших скоростях и высотах порядка 500 км. Решение об изготовлении пяти экземпляров ракеты было принято 23 февраля 1960 г.
Р-5Б существенно отличалась от ракеты Р-5А набором научных экспериментов, связанных с перспективными разработками ОКБ-1. Новая ракета имела неотделяемую головную часть с набором исследовательских установок, имевших индивидуальные системы спасения.
Предусматривались два варианта комплектования головной части аппаратурой — Р-5Б (две ракеты) и Р-5БА (три ракеты).
На всех ракетах этого типа предусматривались также исследования параметров верхней атмосферы, циркуляционных процессов в стратосфере, параметров ионосферы, природы явлений, вызываемых корпускулярным излучением твёрдого компонента межпланетного вещества, магнитного поля Земли.
Всего с полигона Капустин Яр в период с 18 октября 1962 г. по 6 июля 1963 года было выполнено пять пусков ракет Р-5Б.

## Технические характеристики
| Стартовая масса                    | 29 т                                |
| Масса незаправленной ракеты        | 5 т                                 |
| Двигатель                          | ЖРД РД-103М                         |
| Тяга двигателя у Земли / в вакууме | 44 тс / 51 тс                       |
| Удельный импульс у Земли/в вакууме | 220 с / 248 с                       |
| Компоненты топлива                 | 92 % этиловый спирт-жидкий кислород |
| Длина (полная)                     | 23 м                                |
| Диаметр корпуса                    | 1652 мм                             |
| Размах стабилизаторов              | 3452 мм                             |
| Высота подъёма                     | 482 км                              |